# Köttmannsdorf
Köttmannsdorf (słoweń. Kotmara vas) – gmina w Austrii, w kraju związkowym Karyntia, w powiecie Klagenfurt-Land. Według Austriackiego Urzędu Statystycznego liczyła 2896 mieszkańców (1 stycznia 2015).